# Tasiocera (Tasiocera) papuana
Tasiocera (Tasiocera) papuana is een tweevleugelige uit de familie steltmuggen (Limoniidae). De soort komt voor in het Australaziatisch gebied.